# Club-Automobil-Fabrik
Die  Club-Automobil-Fabrik GmbH war ein deutscher Automobilhersteller, der von 1922 bis 1924 in Berlin-Charlottenburg beheimatet war.

## Beschreibung
Der Club war ein Kleinwagen mit zwei, drei oder vier Sitzen und hatte einen 5/18-PS-Vierzylindermotor von Atos. Die Stückzahl blieb gering. 
Mindestens ein Fahrzeug nahm 1923 am Kleinautorennen auf der Berliner AVUS teil.
1924 war der Wagen wieder vom Markt verschwunden.